# 乌力吉苏木
乌力吉苏木，是中华人民共和国内蒙古自治区阿拉善盟阿拉善左旗下辖的一个乡镇级行政单位。

## 行政区划
乌力吉苏木下辖以下地区：
温都尔毛道嘎查、沙日扎嘎查和乌力吉赛汉嘎查。